# Спекиола
Спекиола (итал. Specchiolla) је насеље у Италији у округу Бриндизи, региону Апулија.
Према процени из 2011. у насељу је живело 77 становника. Насеље се налази на надморској висини од 4 м.